# Don Frye
Don Frye (ur. 23 listopada 1965 w Sierra Vista, Arizona) − amerykański były zawodnik sportów walki, wrestler oraz aktor. W swojej karierze MMA walczył dla takich organizacji jak UFC i PRIDE Fighting Championships, zwyciężając turnieje UFC 8 oraz Ultimate Ultimate 1996, zanotował także jeden pojedynek w zawodowym boksie oraz jeden w K-1. Posiadacz II stopnia dan w judo. 
Jako wrestler zadebiutował w sierpniu 1997 roku w New Japan Pro Wrestling − największej organizacji wrestlingu w Japonii. 26 października 2003 roku pojawił się w All Japan Pro Wrestling na jubileuszowej gali tej federacji. 
W 2004 roku rozpoczął karierę aktorską. Zagrał m.in. w filmach: Godzilla: Ostatnia wojna (2004), Miami Vice (2006) i Wrogowie publiczni (2009).

## Lista walk MMA
| 20 Zwycięstw − 9 Porażek − 1 Remis − 1 No Contest |                     |            |                    |                                                 |                                    |                |            |                                         |  |
| Bilans                                            | Data                | Wynik      | Przeciwnik         | Metoda                                          | Gala                               | Runda, Czas    | Miejsce    | Uwagi                                   |  |
| 20−9−1(1)                                         | 11 grudnia 2011     | Przegrana  | Ruben Villareal    | KO (ciosy pięściami)                            | Gladiator Challenge - Mega Stars   | Runda 1, 2:30  | Lincoln    |                                         |  |
| 20−8−1(1)                                         | 12 września 2009    | Przegrana  | Dave Herman        | TKO (ciosy pięściami)                           | Shark Fights 6: Stars & Stripes    | Runda 1, 1:00  | Amarillo   |                                         |  |
| 20–7–1(1)                                         | 2 maja 2009         | Wygrana    | Ritch Moss         | Poddanie (duszenie zza pleców)                  | Shark Fights 4                     | Runda 1, 2:48  | Lubbock    |                                         |  |
| 19–7–1(1)                                         | 16 sierpnia 2008    | Przegrana  | Ikuhisa Minowa     | Poddanie (dźwignia na kolano)                   | DEEP's Gladiator                   | Runda 1, 3:56  | Okayama    |                                         |  |
| 19–6–1(1)                                         | 26 stycznia 2008    | Wygrana    | Bryan Pardoe       | KO (ciosy pięściami)                            | NLF – Heavy Hands                  | Runda 1, 0:47  | Dallas     |                                         |  |
| 18–6–1(1)                                         | 8 kwietnia 2007     | Przegrana  | James Thompson     | TKO (ciosy pięściami)                           | PRIDE 34                           | Runda 1, 6:23  | Saitama    |                                         |  |
| 18–5–1(1)                                         | 9 października 2006 | Wygrana    | Kim Min-soo        | KO (ciosy pięściami)                            | HERO'S 7                           | Runda 2, 2:47  | Jokohama   |                                         |  |
| 17–5–1(1)                                         | 5 sierpnia 2006     | Wygrana    | Yoshihisa Yamamoto | Poddanie (duszenie zza pleców)                  | HERO'S 6                           | Runda 1, 4:52  | Tokio      |                                         |  |
| 16–5–1(1)                                         | 13 maja 2006        | Remis      | Ruben Villareal    | Remis                                           | King of the Cage: Predator         | Runda 3, 5:00  | Globe      |                                         |  |
| 16–5–0(1)                                         | 3 maja 2006         | Wygrana    | Tarō Akebono       | Poddanie (duszenie gilotynowe)                  | HERO'S 5                           | Runda 2, 3:50  | Tokio      |                                         |  |
| 15–5–0(1)                                         | 31 grudnia 2004     | Przegrana  | Yoshihiro Nakao    | Decyzja sędziów (jednogłośna)                   | K-1 Premium 2004 Dynamite          | Runda 3, 5:00  | Osaka      |                                         |  |
| 15–4–0(1)                                         | 22 maja 2004        | No contest | Yoshihiro Nakao    | No Contest (przypadkowe uderzenie głową)        | K-1 MMA ROMANEX                    | Runda 1        | Saitama    |                                         |  |
| 15–4                                              | 31 grudnia 2003     | Przegrana  | Gary Goodridge     | KO (kopnięcia)                                  | PRIDE Shockwave 2003               | Runda 1, 0:39  | Saitama    |                                         |  |
| 15–3                                              | 8 czerwca 2003      | Przegrana  | Mark Coleman       | Decyzja sędziów (jednogłośna)                   | PRIDE 26 - Bad to the Bone         | Runda 3, 5:00  | Jokohama   |                                         |  |
| 15–2                                              | 24 listopada 2002   | Przegrana  | Hidehiko Yoshida   | Poddanie techniczne (dźwignia na staw łokciowy) | PRIDE 23 - Championship Chaos 2    | Runda 1, 5:32  | Tokio      |                                         |  |
| 15–1                                              | 23 czerwca 2002     | Wygrana    | Yoshihiro Takayama | TKO (ciosy pięściami)                           | PRIDE 21 – Demolition              | Runda 1, 6:10  | Saitama    |                                         |  |
| 14–1                                              | 24 lutego 2002      | Wygrana    | Ken Shamrock       | Decyzja sędziów (niejednogłośna)                | PRIDE 19 Bad Blood                 | Runda 3, 5:00  | Saitama    |                                         |  |
| 13–1                                              | 31 grudnia 2001     | Wygrana    | Cyril Abidi        | Poddanie (duszenie zza pleców)                  | Inoki Bom-Ba-Ye 2001-K-1 vs. Inoki | Runda 2, 0:33  | Saitama    |                                         |  |
| 12–1                                              | 24 września 2001    | Wygrana    | Gilbert Yvel       | Dyskwalifikacja (ciągłe trzymanie lin)          | PRIDE 16 Beasts From The East      | Runda 1, 7:27  | Osaka      |                                         |  |
| 11–1                                              | 20 June 1997        | Wygrana    | Eric Valdez        | Poddanie (duszenie)                             | USWF 5                             | Runda 1, 0:49  | Amarillo   |                                         |  |
| 10–1                                              | 7 grudnia 1996      | Wygrana    | Tank Abbott        | Poddanie (duszenie zza pleców)                  | Ultimate Ultimate 96               | Runda 1, 1:22  | Birmingham | Zwycięzca turnieju Ultimate Ultimate 96 |  |
| 9–1                                               | 7 grudnia 1996      | Wygrana    | Mark Hall          | Poddanie (dźwignia na ścięgno Achillesa)        | Ultimate Ultimate 96               | Runda 1, 0:20  | Birmingham |                                         |  |
| 8–1                                               | 7 grudnia 1996      | Wygrana    | Gary Goodridge     | Poddanie (zmęczenie)                            | Ultimate Ultimate 96               | Runda 1, 11:19 | Birmingham |                                         |  |
| 7–1                                               | 17 listopada 1996   | Wygrana    | Mark Hall          | Poddanie (duszenie przedramieniem)              | U-Japan                            | Runda 1, 5:29  | Japonia    |                                         |  |
| 6–1                                               | 12 lipca 1996       | Przegrana  | Mark Coleman       | TKO (ciosy pięściami)                           | UFC 10 The Tournament              | Runda 1, 11:34 | Birmingham | Turniej mistrzowski UFC 10              |  |
| 6–0                                               | 12 lipca 1996       | Wygrana    | Brian Johnston     | Poddanie (ciosy pięściami)                      | UFC 10 The Tournament              | Runda 1, 4:37  | Birmingham |                                         |  |
| 5–0                                               | 12 lipca 1996       | Wygrana    | Mark Hall          | TKO (ciosy pięściami)                           | UFC 10 The Tournament              | Runda 1, 9:22  | Birmingham |                                         |  |
| 4–0                                               | 17 maja 1996        | Wygrana    | Amaury Bitetti     | TKO (ciosy pięściami)                           | UFC 9 Motor City Madness           | Runda 1, 9:30  | Detroit    |                                         |  |
| 3–0                                               | 16 lutego 1996      | Wygrana    | Gary Goodridge     | Poddanie (Pozycja)                              | UFC 8 David vs. Goliath            | Runda 1, 2:14  | San Juan   | Zwycięstwo w turnieju UFC 8             |  |
| 2–0                                               | 16 lutego 1996      | Wygrana    | Sam Adkins         | TKO (Rozcięcie)                                 | UFC 8 David vs. Goliath            | Runda 1, 0:48  | San Juan   |                                         |  |
| 1–0                                               | 16 lutego 1996      | Wygrana    | Thomas Ramirez     | KO                                              | UFC 8 David vs. Goliath            | Runda 1, 0:08  | San Juan   |                                         |  |

## Osiągnięcia

### Mieszane sztuki walki
- Ultimate Fighting Championship
  - Zwycięzca turnieju UFC 8
  - Zwycięzca turnieju UFC Ultimate Ultimate 1996
  - II miejsce w turnieju UFC 10
  - Nagroda Viewer's Choice na UFC 45

- Wrestling Observer Newsletter
  - Nagroda w kategorii „Walka Roku” (2002) – w walce przeciwko Yoshihiro Takayamie, 23 czerwca 2002.

### Wrestling
- New Japan Pro Wrestling
  - Zwycięzca turnieju G1 World League (2001)
  - Zwycięzca turnieju Antonio Inoki Final Opponent (1998)

- Pro Wrestling Illustrated
  - PWI sklasyfikowało go na 175. miejscu wśród 500 najlepszych wrestlerów roku 1999.
  - PWI sklasyfikowało go na 247. miejscu wśród 500 najlepszych wrestlerów roku 2003.